# Anomalohalacarus arenarius
Anomalohalacarus arenarius är en spindeldjursart som beskrevs av Bartsch 1978. Anomalohalacarus arenarius ingår i släktet Anomalohalacarus, och familjen Halacaridae. Arten har ej påträffats i Sverige.